# Carlos Taberner
Carlos Taberner (8 augustus 1997) is een Spaanse tennisspeler. Hij heeft nog geen ATP-toernooi gewonnen. Hij heeft nog geen challengers in het enkelspel en één challenger in het dubbelspel op zijn naam staan.

## Palmares

### Dubbelspel
| Nr.                          | Datum        | Toernooi      | Ondergrond | Partner          | Tegenstanders in finale     | Score    | Details |
| ---------------------------- | ------------ | ------------- | ---------- | ---------------- | --------------------------- | -------- | ------- |
| Gewonnen finales challengers |              |               |            |                  |                             |          |         |
| 1.                           | 23 juli 2017 | San Benedetto | Gravel     | Pol Toledo Bague | Flavio Cipolla Adrian Ungur | 7-5, 6-4 |         |

## Resultaten grote toernooien enkelspel
| Legenda | Legenda                          |
| ------- | -------------------------------- |
| g.t.    | geen toernooi gehouden           |
| l.c.    | lagere categorie                 |
| –       | niet deelgenomen                 |
| G       | uitgeschakeld in de groepsfase   |
| 1R      | uitgeschakeld in de eerste ronde |
| 2R      | uitgeschakeld in de tweede ronde |
| 3R      | uitgeschakeld in de derde ronde  |
| 4R      | uitgeschakeld in de vierde ronde |
| KF      | uitgeschakeld in de kwartfinale  |
| HF      | uitgeschakeld in de halve finale |
| F       | de finale verloren               |
| W       | het toernooi gewonnen            |
| w-v     | winst/verlies-balans             |

### Mannenenkelspel
| grandslamtoernooien  |      |      |      |      |    |
| Australian Open      | –    | –    | –    | –    | –  |
| Roland Garros        | –    | 1R   | –    | –    | 1R |
| Wimbledon            | –    | –    | –    | g.t. |    |
| US Open              | –    | –    | –    | –    |    |
| ATP Masters 1000     |      |      |      |      |    |
| Indian Wells         | –    | –    | –    | g.t. |    |
| Miami                | –    | –    | –    | g.t. | –  |
| Monte Carlo          | –    | –    | –    | g.t. | –  |
| Madrid               | –    | –    | –    | g.t. | 1R |
| Rome                 | –    | –    | –    | –    | –  |
| Montreal/Toronto     | –    | –    | –    | g.t. |    |
| Cincinnati           | –    | –    | –    | –    |    |
| Shanghai             | –    | –    | –    | g.t. |    |
| Parijs               | –    | –    | –    | –    |    |
| Olympische Spelen    |      |      |      |      |    |
| Olympische Spelen    | g.t. | g.t. | g.t. | g.t. |    |
| statistieken         |      |      |      |      |    |
| totaal aantal titels | 0    | 0    | 0    | 0    | 0  |
| eindejaarsranking    | 185  | 283  | 190  | 143  |    |